# Tuleň kroužkovaný
Tuleň kroužkovaný (Pusa hispida) je druh tuleně s cirkumpolárním rozšířením v arktické a subarktické oblasti. Vyskytuje se v 5 poddruzích, z nichž 2 poddruhy jsou čistě sladkovodní, což je pro tuleňovité značně neobvyklé. Těmito sladkovodními poddruhy jsou subsp. ladogensis obývající Ladožské jezero a subsp. saimensis z jihofinského jezera Saimaa. Početnost tuleně kroužkovaného se odhaduje na 3 miliony jedinců. Kolem 95 % populace náleží k arktickému poddruhu hispida.
Zvláštností tohoto druhu je hloubení sněžných brlohů, které si vyhrabává nad dírami v ledu ve vrstvě sněhu. Brlohy slouží jako útočiště před nepříznivým počasím a zejména na obranu před hlavním predátorem tuleně kroužkovaného, kterým je medvěd lední. Jedná se o široce lovený druh napříč arktickými národy, kterým poskytuje jídlo i srst na výrobu kožešiny na oblečení, boty či stany.

## Systematika
Tuleně kroužkovaného poprvé popsal německý přírodovědec Johann Christian Daniel von Schreber v roce 1775. Druh se dlouho řadil do rodu Phoca, nicméně na základě četných genetických analýz se spolu se dvěma úzce příbuznými druhy (tuleněm kaspickým a bajkalským) dnes řadí do rodu Pusa a podčeledi Phocinae v rámci čeledi tuleňovitých (Phocidae). Rodové jméno Pusa je domorodý název tuleně kroužkovaného mezi Inuity z Grónska a severovýchodní Severní Ameriky. Druhové jméno hispida pochází z latiny, ve které znamená „chlupatý“ či „srstnatý“. V rámci tuleně kroužkovaného byla popsána celá řada poddruhů. Moderní taxonomie rozlišuje následujících 5 s tímto rozšířením:
- P. h. hispida (Schreber, 1775) – velmi rozšířený poddruh napříč arktickou Kanadou, Aljaškou, Grónskem, Špicberky a Ruskem včetně Bílého moře.
- P. h. botnica (Gmelin, 1788) – Baltské moře.
- P. h. ochotensis (Pallas, 1811) – Ochotské moře.
- P. h. ladogensis (Nordquist, 1889) – Ladožské jezero.
- P. h. saimensis (Nordquist, 1889) – jihovýchodní Finsko, hlavně jezero Saimaa.

Poslední tři zmíněné poddruhy jsou izolovány od ostatních, podobně jako příbuzné druhy tuleň kaspický a tuleň bajkalský. Studie z roku 2025 doporučila osamostatnění poddruhu saimensis na úroveň samostatného druhu, neboť jde o samostatnou evoluční linii starou nejméně 60 000 let (tedy více než samo jezero).
V době rozmnožování samci vydávají silný zápach, který produkují jejich mazové a pachové žlázy na tváři, což dalo základ jejich dřívějšímu pojmenování Pusa (Phoca) foetida (foetida = smrdutý).

## Popis

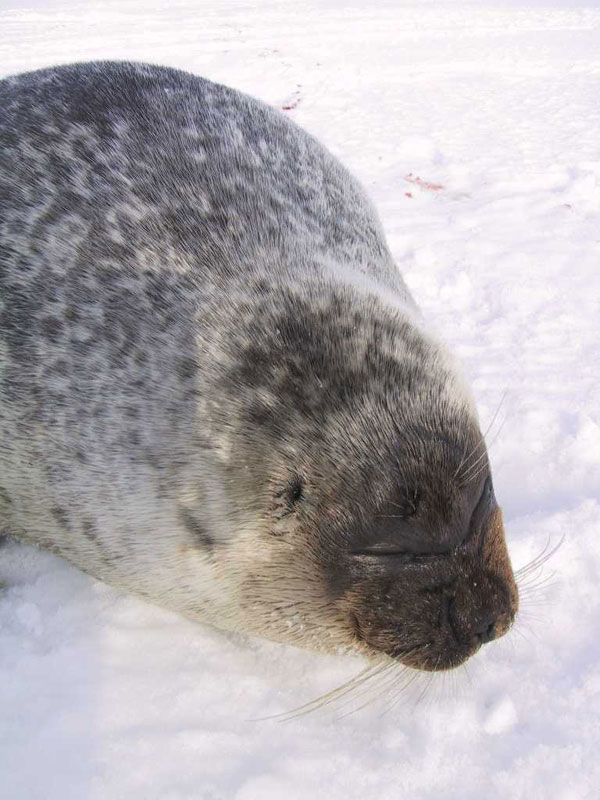
Tuleň kroužkovaný

Tuleň kroužkovaný má krátké buclaté tělo s malou hlavou a krátkým úzkým čumákem. Z něj vyčnívají světlé vibrisy. Ploutve jsou jen malé; ty zadní jsou zakončeny krátkými útlými drápky, přední ploutve jsou vybaveny mnohem silnějšími drápy dlouhými přes 2,5 cm. Drápy předních ploutví tuleni kroužkovanému dobře slouží při vyškrabávání nových nebo udržování stávajících děr v ledu pro dýchání. Velké oči spolu s malým čumákem dávají tváři tuleně kroužkovaného kočičí podobu. Zbarvení srsti může být do značné míry variabilní. Břišní strana bývá světle šedá, hřbetní strana tmavě šedá se stříbřitými kroužky (odtud druhové jméno) nebo stříbřitě šedá s černými skvrnami. Zubní vzorec je I 3/2, C 1/1, PC 5/5. Dospělí jedinci měří 1,1–1,65 m a váží až 50–90, maximálně 110 kg. Novorozeňata měří kolem 0,6 m a váží 4–5 kg.

## Areál výskytu
Druh má cirkumpolární rozšíření v celém Severním ledovém oceánu. Severní oblast jejich rozšíření zasahuje až na severní pól. V Severní Americe zasahuje areál výskytu na jih až k Labradoru, na západě k Aljašce. Jsou hojní kolem Grónska a Špicberků, avšak mnohem méně početní kolem Islandu.

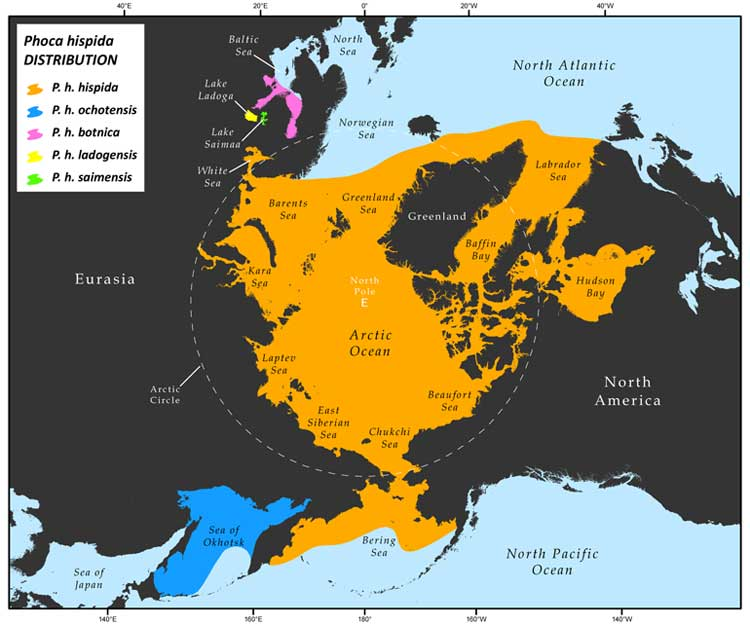
Areál výskytu jednotlivých poddruhů

Celkový počet dospělých tuleňů kroužkovaných se odhaduje na 1 500 000 jedinců, což představuje kolem 3 000 000 všech jedinců. Zdaleka největší početnosti dosahuje subsp. hispida s cca 1 450 000 dospělými tuleni. U ostatních podruhů se početnost dospělců odhaduje na 11 500 u subsp. botnica, 44 000 u subsp. ochotensis, 3,000–4,500 u subsp. ladogensis a pouze kolem 400 u subs. saimensis.
Habitat druhu je úzce spjat s ledovou pokrývkou, kterou v převážné většině areálu svého výskytu využívají pro rozmnožování, línání a odpočinek. Na pevnině se vyskytují zcela výjimečně, nicméně tuleni z Ladožského jezera, jezera Saimaa, Baltského, Bílého a Ochotského moře na břeh vchází poměrně často a samice na břehu dokonce i vrhají. Díky dobře vyvinutým drápům na předních ploutvích dovedou vydlabat dírky i v tlustém ledu, což jim umožňuje obývat i oblasti, které jsou jiným tuleňům nedostupné.

## Biologie
Tuleň kroužkovaný je samotářský druh. V řadě oblastí sice dosahuje vysoké početnosti, avšak tuleni mezi sebou udržují dostatečnou vzdálenost typicky přesahující 100 m. Hlasový projev tuleně kroužkovaného je jen nenápadný a tichý. K línání dochází červnu a červenci; v této době tráví na ledu (tzn. mimo vodu) větší množství času než v jiných měsících.

### Brlohy a predátoři

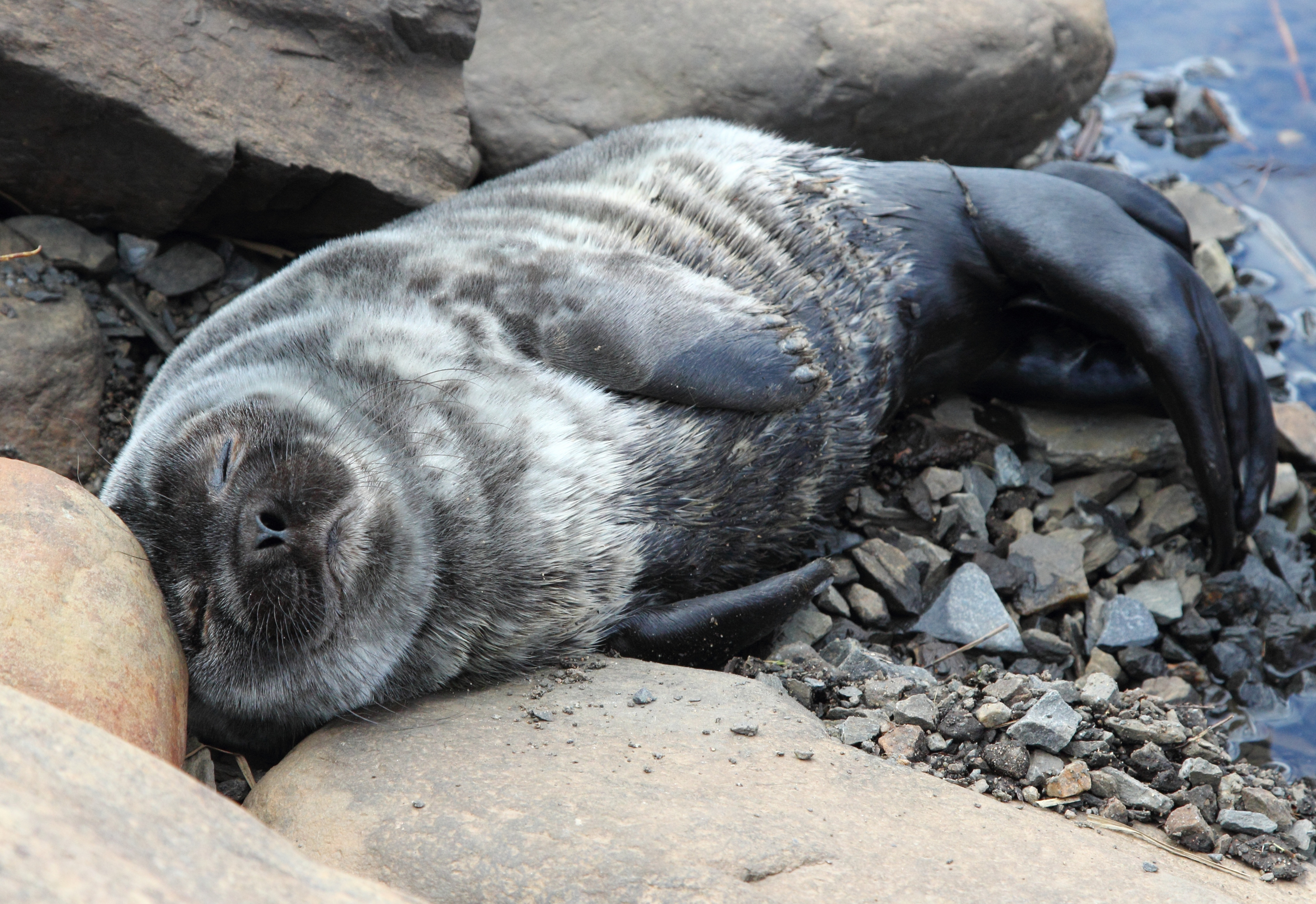
Nedospělý jedinec u Oulu (Finsko)

Tuleň kroužkovaný je spolu s blízce příbuzným tuleněm bajkalským jediným druhem tuleně, který si vyhrabává ve sněhu brlohy, které ho chrání před mrazem a hlavně před predátory jako je lední medvěd. Takový sněžný brloh může zahrnovat hned několik komor. Brloh je vyhrabáván ve sněžné vrstvě na ledové pokrývce skrze díru v ledu, kterou tuleň vydlabává a udržuje nezamrzlou pomocí svých silných drápů předních ploutví (srvn. např. s tuleněm Weddelovým, který díry v ledu vydlabává zuby). Většina tuleňů kroužkovaných si udržuje 4–6 takovýchto sněžných brlohů, takže v případě prolomení vnější stěny ledním medvědem má dobrou šanci uprchnout do vody a vynořit se v jiném brlohu. Brloh slouží k odpočinku i vrhu mláděte. Typická velikost brlohu k odpočinku je 1,5×2 m, výška bývá pouze kolem 0,3 m. Brloh s mládětem se vyznačuje větší velikostí kolem 2,5×3 m a postranními chodbami, které jsou vydlabány mládětem. Brloh sloužící k vrhu bývají vyhrabává ve sněhu, který je alespoň 75 cm hluboký. Teplota uvnitř brlohů se pohybuje kolem 0 až +2 °C a to i v oblastech, kde teplota vzduchu mimo brloh klesá k –27 °C.
I přes důmyslné úkryty v podobě sněžných brlohů tuleň kroužkovaný představuje jednu z hlavních kořistí pro medvěda ledního. Odhaduje se, že medvědi lední každoročně zabijí stovky tisíc tuleňů kroužkovaných. Medvědi se zaměřují na mláďata a nedospělé jedince, avšak mohou ulovit i dospělce. Medvědi nejčastěji loví tuleně v jejich brlozích, u dýchacích nebo vstupních otvorů do ledu, avšak mohou tuleně lovit i přímo ve vodě. Na Špicberkách představoval tuleň kroužkovaný co do množství nejčastěji lovenou kořist (63 %) medvědů ledních; v biomase nicméně dominoval tuleň vousatý (55 %). K dalším predátorům patří mrož lední, liška polární, rosomák sibiřský, kosatka dravá nebo žralok malohlavý. K predátorům mláďat patří racek šedý, vlk obecný, liška obecná, krkavec velký a pes.

### Potrava a potápění

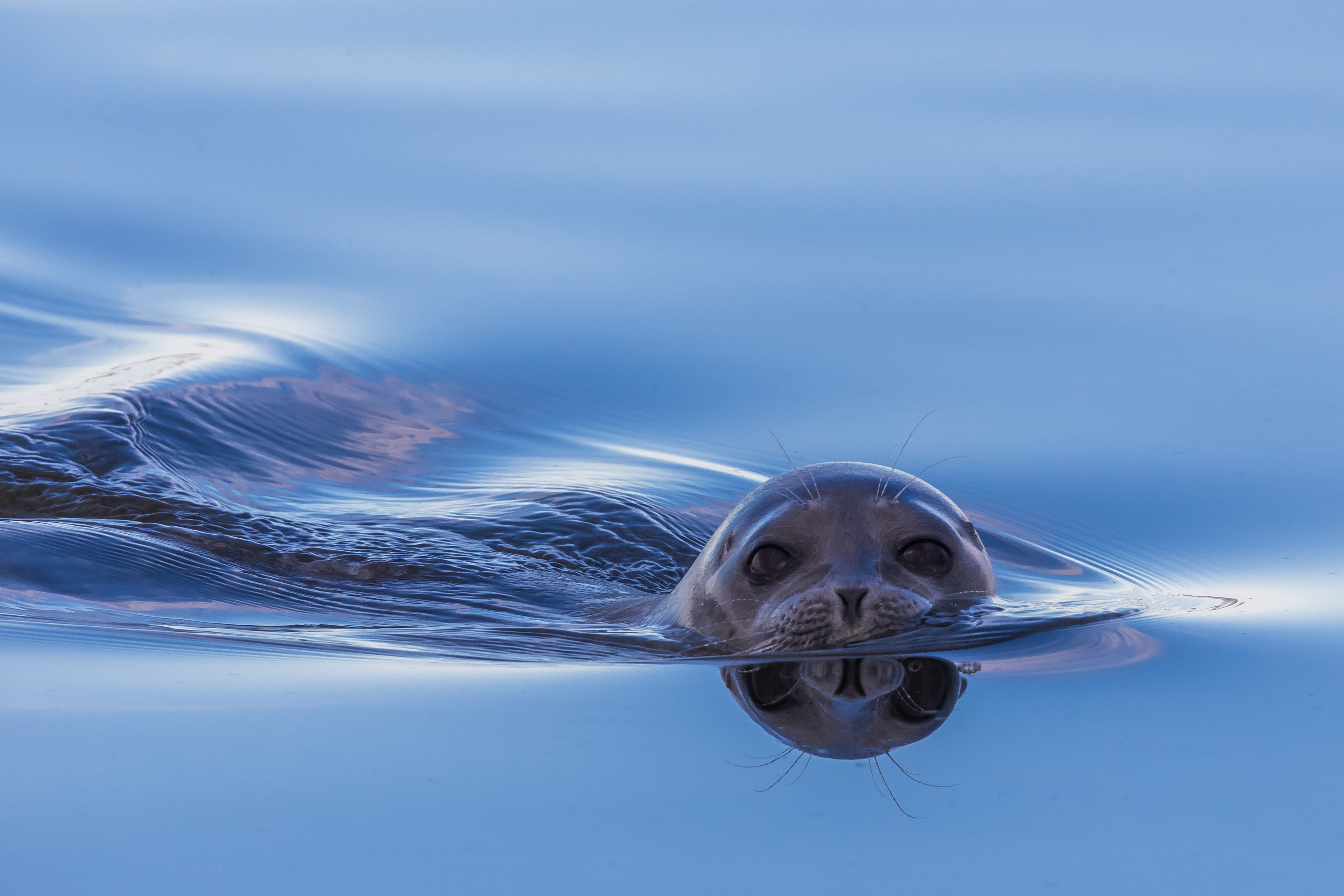
Tuleň kroužkovaný v moři Laptěvů

Živí se převážně pelagickými druhy ryb a korýšů. K těm patří treska polární, navaga štíhlá, sleď tichomořský, huňáček severní a nebo různí korýši jako jsou různonožci, vidlonožci a krunýřovky. Co se týče sladkovodních poddruhů, k dominantním druhům požíraným subsp. ladogensis z Ladožského jezera patří koruška evropská, síh malý, síh severní, ježdík obecný, mník jednovousý, koljuška tříostná, okoun říční, plotice obecná, pstruh obecný a vranka čtyrrohá. Subsp. saimensis z jezera Saimaa se živí hlavně rybami jako jsou koruška evropská, ježdík obecný, okoun říční, síh malý a různé druhy kaprovitých ryb.
Dospělí samci se typicky potápí do hloubek kolem 10–45 m, samice po vrhu a nedospělí samci do hloubek 100–145 m. Samci se potápí na dobu kolem 4 minut, samice na 7 minut. Tuleň kroužkovaný se však dokáže potopit i na 23 minut. Výjimečně se potápí do hloubek přesahujících 200 m (méně než  0,03 % ponorů) a zcela výjimečně přes 500 m.

### Rozmnožování

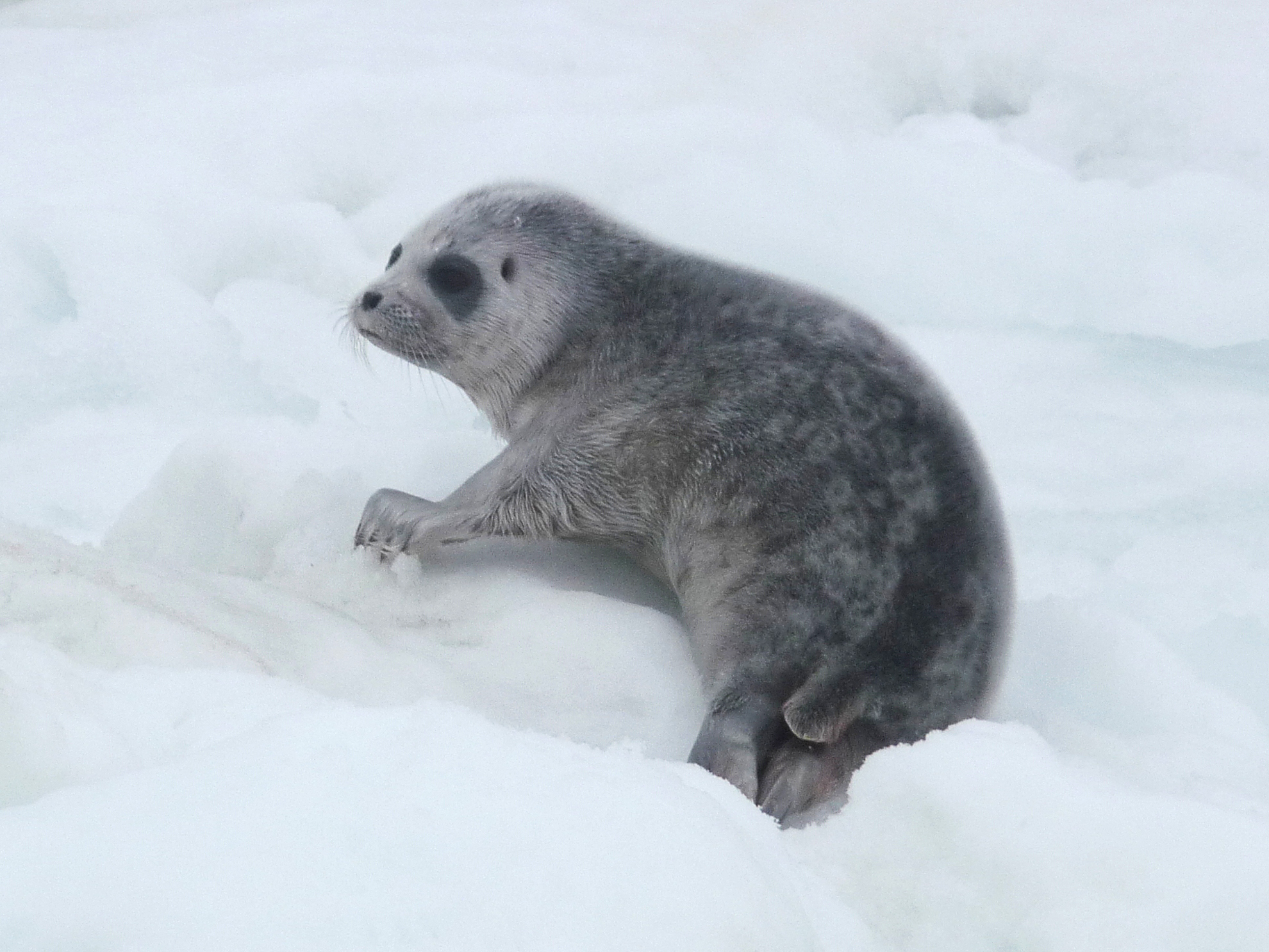
Mládě tuleně kroužkovaného

Samice dosahuje pohlavní dospělosti ve 4 letech, samec až v 6 letech. K vrhu mláďat dochází v březnu a dubnu a samice vrhá jen jedno mládě obalené v bílém lanugu, které mláďata nahrazuje ve stáří 2–3 týdnu srstí podobnou dospělcům. Při narození mládě váží pouze kolem 5 kg, avšak v prvních několika týdnech díky extra tučnému mateřskému mléku svou váhu zněkolikanásobí. V době odstavení ve stáří 39 dnů váží kolem 22 kg. Samice v době laktace ztrácí kolem 0,45 kg denně, což je zhruba množství váhy, které přibírá mládě. Dá se tak vyvodit, že se samice v době laktace krmí, aby tak nahradila alespoň energetické nároky potřebné na tvorbu mléka a udržování vlastního metabolismu. Nedlouho po odstavení dochází ke kopulaci samice a samce, avšak u samic nastává odložená nidace a ke skutečnému zabřeznutí dochází až někdy po 3 měsících, aby se doba vrhu optimalizovala na jarní období. Samec po kopulaci může zůstat na několik dalších dní v blízkosti samice, avšak poté se vydá zpět do vody, kde pátrá po dalších samicích, které by oplodnil. Může se dožít až 45 let.
Samci v době rozmnožování vydávají silný zápach prostřednictvím mazových a pachových žláz kolem čumáku. Tento silný zápach patrně slouží jako výrazový prostředek jiným samcům i samicím, že díra v ledu je využívána určitým samcem.

## Ohrožení

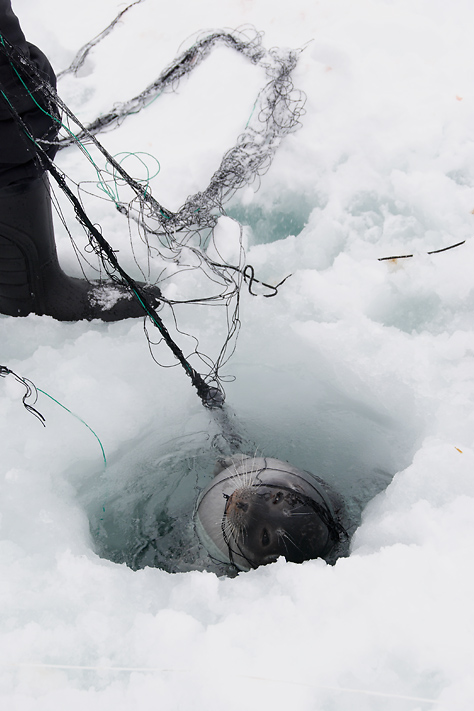
Lov tuleně kroužkovaného u díry v ledu

Tuleň kroužkovaný byl loven lidmi již od doby osídlení arktických oblastí. Archeologické nálezy z arktické Kanady dokumentují lov tuleňů kroužkovaných již v letech 4000–3500 př. n. l. Dodnes je řada komunit z Grónska a severní Kanady na lovu tuleňů životně závislá a široce rozšíření tuleni kroužkovaní jsou v řadě oblastí dokonce klíčovým jídlem místních komunit. Arktické národy zpracovávají celého tuleně: maso a podkožní tuk jsou určeny k přímé spotřebě, podkožní tuk se také využívá na svícení, srst na kožešiny, ze kterých se vyrábí oblečení včetně bot, stany nebo dokonce ochranná vnější vrstva kánoí chránící tyto křehké lodě proti poškození. Maso tuleňů slouží jako potrava pro psy tahající spřežení. Lov tuleně kroužkovaného není regulován žádnou nadnárodní organizací a lov často není regulován ani kvótami na místní úrovni. Zvláštní povolení jsou jen u komerčních odchytů. Na norské pevnině je dokonce možné po získání povolení sportovní odstřel tuleňů kroužkovaných. Pouze v Baltském moři, na jezeře Saimaa a v Ladožském jezeře je lov tuleně kroužkovaného přísně zakázán.
Mezinárodní svaz ochrany přírody hodnotí druh z globálního hlediska jako málo dotčený, nicméně hlavně sladkovodní poddruhy jsou málo početné a čelí nemalým hrozbám. Finský poddruh saimensis je v ohrožení managementem vodních toků, který způsobuje kolísání výše vodní hladiny, nechtěnými úlovky rybářů, turismem, loděmi, rybařením do sítí, výstavbou chatek i rekreačními sněžnými skútry. Subsp. ladogensis zase trpí průmyslovým znečištěním vody, rybařením do sítí, nechtěnými úlovky při rybaření i pytláctvím. Ostatní poddruhy pak ohrožuje koncentrace těžkých kovů v tělech tuleňů. V kanadském Nunavutu tamější úřady v roce 2012 dokonce varovaly těhotné ženy před pojídáním jater tuleně kroužkovaného z důvodu nebezpečně vysoké koncentrace rtuti, která může ovlivnit vývoj mozku lidského embrya.
Pro všechny poddruhy představuje problém globální oteplování, které s sebou přinese oteplování moří a změny v zalednění, které je klíčové pro rozmnožování a východu mláďat tuleňů. Bylo zdokumentováno, že brzké tání ledu způsobuje vyšší úmrtnost mláďat a tuleňata narozená mimo sněžné brlohy mívají jen malou šanci na přežití. Globální oteplování též přinese změnu v distribuci potravy a rušivé vlivy způsobené lidmi, pro které se severské regiony stanou s vyššími teplotami přístupnější.